# Gianna Cobelli
Gianna Cobelli (Peschiera del Garda, 12 marzo 1936 – Roma, 4 settembre 2019) è stata un'attrice italiana.

## Biografia
Attiva tra gli anni cinquanta e sessanta, ha lavorato con artisti come Totò, Peppino De Filippo, Dorian Gray.
Nel 1955 partecipa al film Il bidone e le viene attribuita una relazione passionale con Federico Fellini, immortalata anche in alcuni disegni del regista e poi ripresa a distanza di 40 anni.

## Filmografia
- Martin Toccaferro, regia di Leonardo De Mitri (1953)
- Totò lascia o raddoppia?, regia di Camillo Mastrocinque (1956)
- Totò, Peppino e la... malafemmina, regia di Camillo Mastrocinque (1956)
- Totò, Peppino e i fuorilegge, regia di Camillo Mastrocinque (1956)
- Totò, Peppino e le fanatiche, regia di Mario Mattoli (1958)
- Mia nonna poliziotto, regia di Steno (1958)
- Tutti innamorati, regia di Giuseppe Orlandini (1958)
- I tartassati, regia di Steno (1959)
- Maciste contro Ercole nella valle dei guai, regia di Mario Mattoli (1961)
- Amore mio, regia di Raffaello Matarazzo (1964)

## Pubblicazioni
- Innamorarsi ancora, Editore Pagine, Roma, 2003